# Al-Kindī

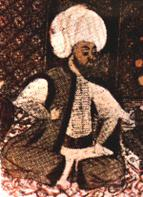
Al-Kindī, in einer Handschrift um 900

Abū (Yūsuf) Yaʿqūb ibn Ishāq al-Kindī (arabisch أبو يوسف يعقوب بن إسحاق الكندي, DMG Abū Yūsuf Yaʿqūb bin Isḥāq al-Kindī), kurz al-Kindī, deutsch auch Alkendi, latinisiert Alkindus (* um 800 in Kufa; † 873 in Bagdad), war ein arabischer Philosoph, Wissenschaftler, Mathematiker, Arzt, Musiker und Schriftsteller.
Philosophiegeschichtlich wichtig ist er – neben eigenen Beiträgen – auch wegen seiner Übersetzungstätigkeit. Im Haus der Weisheit in Bagdad ließ er zahlreiche Schriften u. a. von Aristoteles, Platon, Alexander von Aphrodisias und Johannes Philoponos ins Arabische übersetzen. Besonders Aristoteles’ naturphilosophische Schriften wurden von ihm rezipiert. Seine Abhandlung Über den Intellekt wurde über Jahrhunderte von arabischen und lateinischen Intellektuellen breit rezipiert. Auch theologische Debatten wurden von seinen Konzepten beeinflusst.

## Leben
Abū Yaʿqūb ibn Ishāq al-Kindī (vom Stamme der Kinda) war arabischer Abstammung und wurde von seinen vielen nichtarabischen Genossen und Kollegen deshalb „der arabische Philosoph“ genannt. Er selbst führt seinen Stammbaum auf die alten Kinda-Fürsten zurück, was nicht nachweisbar ist, aber darauf hindeutet, dass er aus einer wohlhabenden Familie stammte. Er wurde um 800 in Kufa geboren, wo sein Vater Statthalter war. Der erwähnte Reichtum seiner Ahnen führte einerseits zu einem sehr gebildeten und bewanderten Stamm, wovon al-Kindī in seiner Ausbildung profitierte, als auch später zu der Möglichkeit, sehr viele Übersetzer beschäftigen zu können. Den größten Teil seines Lebens verbrachte er in Bagdad, das damals das kulturelle Zentrum der islamischen Welt war und es ihm ermöglichte, sich mit den verschiedensten Kulturen und Lehren auseinanderzusetzen. So gilt er auch als einer der ersten großen „Übersetzer“, da er einen Großteil des Werkes von Aristoteles, Platon und des Neuplatonismus übersetzen ließ. Al-Kindī selbst baute darauf seine eigenen Werke auf. Er hatte Zugang zum Hof des Kalifen, auch wenn nicht überliefert ist, in welcher Stellung. Zeitweise dürfte er auch in Ungnade gefallen sein, seine Bibliothek war eine Zeit lang konfisziert und das Fehlen seiner genauen Geburts- und Todesjahre deutet darauf hin, dass er in untergeordneter Stellung gestorben sein dürfte.
Bekannt war er aber nicht nur als Philosoph, sondern auch als Arzt, medizinischer Schriftsteller und Pharmakologe (von Alchemie hingegen hielt er wenig), Astrologe, Mathematiker, Physiker, Geograph und Prinzenerzieher am Hofe al-Ma'mūns. Lange Zeit galt er auch als Theologe, vor allem wegen seiner Versuche, Philosophie und Religion zu einen. Tatsächlich stand er der mu'tazilistischen Schule sehr nahe – oder eher diese ihm, da sie als rationalistisch orientierte Islam-Schule bekannt ist. Al-Kindī starb vermutlich um das Jahr 870 herum. In der Forschung variieren die entsprechenden Annahmen von 866 über „nach 870“ bis 873.
Fälschlicherweise wurde al-Kindī auch der von Petrus von Toledo übersetzte, dem 9. Jh. entstammende fiktive Dialog „Apologie des al-Kindī“ zugeschrieben, in dem der Christ ʿAbd al-Masīḥ ibn Isḥāq al-Kindī in polemisch-apologetischem Stil das Christentum verteidigt. Aufgrund dieser Zuschreibung stand dieser Dialog in hohem Ansehen.

## Werke und Philosophie
Das philosophische Schaffen al-Kindīs war vor allem durch seine vielen Übersetzungen geprägt, die er in der Regel selbst korrigierte. Dem folgen auch Entwicklungen in seinen eigenständigen Werken. Zunehmend kenntlich wird eine Nähe zu Platon und Texte in der Tradition des Neuplatonismus, aber auch an Aristoteles, dessen Werke eine starke Stellung in al-Kindīs Bibliothek einnehmen.

### Über die erste Philosophie
In seinem Hauptwerk „Über die Erste Philosophie“ sind die Einflüsse durch Aristoteles besonders deutlich. Es ist in vier Abschnitte geteilt:
- Im ersten Teil steckt er den Rahmen der Untersuchung ab und erklärt, dass die Aufgabe des Philosophen die Wahrheitssuche ist, also die Suche nach den Ursachen für Materie (al-'unsur), Form (al-sura), Gattung (al-dzins) und Art (al-nau'a) der Dinge (in Anlehnung an Aristoteles’ „Metaphysik“).
- Im zweiten Teil ändert sich die Perspektive, und Kindī erklärt, dass die Welt endlich ist und die Unendlichkeit der Welt nur eine Potenz ist. Er zeigt, dass die Dimensionen des Raumes endlich sind (in Anlehnung an Aristoteles’ „Über den Himmel“), so wie aber auch die Zeit endlich sei (hier geht er einen Schritt weiter) und also einen zeitlichen Anfang haben müsse (in Anlehnung an Johannes Philoponos).
- Im dritten Teil erklärt er die Existenz Gottes mit dem Argument, dass die Vielheit der sinnlich wahrnehmbaren Dinge auf der Existenz des ursprünglichen Einen beruhe (in Anlehnung an den Neuplatoniker Proklos).
- Im vierten Teil beschreibt Kindī Gott und bedient sich einer negativen Theologie im Sinne des späten Neuplatonismus (in Anlehnung an Proklos); der Text wird aber abermals mit einer Wendung beschlossen: Der ferne und unbekannte Gott habe unsere Welt nicht von Ewigkeit her, sondern in der Zeit aus dem Nichts bewirkt (in Anlehnung an das religiöse Dogma der Schöpfung aus dem Nichts).

Seine eigentliche Philosophie war zunächst auf der Mathematik aufbauend; es finden sich Zahlenspiele in seinen Schriften. Nach ihm konnte niemand „Philosoph“ werden, ohne Mathematik beziehungsweise Logik studiert zu haben. Trotzdem ist die Welt bei ihm ein Werk Gottes, dessen Wirken von oben nach unten vermittelt wird: alles Höhere wirkt auf das Niedere ein, nicht aber das Verursachte auf seine (über ihm auf der Stufe des Seins stehende) Ursache. So entsteht eine durchgehende Ursächlichkeit in der Welt, deren Erkenntnis es ermöglicht, Zukünftiges vorherzusagen. Die Welt besteht aus dem (göttlichen) Geist, der (materiellen) Körperwelt und der Seele, die sich dazwischen befindet. Die menschliche Seele ist ein Ausfluss dieser Weltseele, daher in ihren Wirkungen an den Körper gebunden, ihrem geistigen Wesen nach aber unabhängig. Die Seele ist in die Sinnenwelt herabgekommen, mit einer Ahnung ihres ursprünglichen Zustands, und findet sich daher hier nicht heimisch. Erlösung kann sie erst wieder im Aufstieg in die geistige Welt finden, wo alle ihre Bedürfnisse befriedigt werden. Dafür muss sie sich indes von allen materiellen und körperlichen Begierden befreien – hier finden also wieder deutliche islamische Elemente Einzug.

### Über den Intellekt
Als wesentlichstes eigenes Werk (also unabhängig von den Vorlagen durch den Islam oder die griechische Philosophie) dürfte „Über den Intellekt“ gelten, das die meisten eigenen Konzepte aufweist, auch wenn es sich wiederum an Aristoteles’ „Über die Seele“ und einige spätantike Kommentatoren (Alexander von Aphrodisias, Themistios und Johannes Philoponos) anlehnt. Es geht dabei um Aristoteles’ Unterscheidung zwischen aktivem und passivem Intellekt. Konnten die Kommentatoren den Grund dafür nicht herausfinden, so definierte Kindī: Der aktive Intellekt sei die Ursache und das universale Prinzip aller Intellekte und er sei die Spontaneität des Denkens und ohne Ruhe. Das Denken sei in drei Stufen aufgebaut:
- Der potentielle Intellekt (das Vermögen des Menschen zu denken)
- Der erworbene Intellekt (das Vermögen des Menschen, etwas tun zu können –  beispielsweise Schreiben − es aber gerade nicht auszuüben; auch aktualisierter Intellekt genannt)
- Der sichtbare Intellekt (das Vermögen des Menschen, das erworbene Wissen anzuwenden; auch demonstrativer Intellekt genannt)

Diese drei Stufen sind Formen des passiven (rezeptiven) Intellekts. So kann man die vier Intellekte (also den aktiven und den passiven mit seinen drei Zwischenstufen) chronologisch reihen. Dies wird von vielen anderen Philosophen, auch in Europa, übernommen.

### Definitionen philosophischer Begriffe
Ein weiteres wichtiges Werk Kindīs sind die Definitionen der Begriffe. Wie erwähnt korrigierte er die von ihm in Auftrag gegebenen Übersetzungen immer selbst. Unter anderem entstand dabei auch eine Schrift über die Definition des Begriffs „Philosophie“, die seine Philosophie auch wesentlich charakterisieren. Es ist eine Definition von sechs Gesichtspunkten:
- Etymologisch ist Philosophie die „Liebe zur Weisheit“
- Philosophie ist das Bemühen, sich den göttlichen Taten anzugleichen und zwar nach Maßgabe des menschlichen Vermögens (Wovon handelt die Philosophie?)
- Philosophie ist die Sorge um den Tod, nämlich zum einen die Sorge um den Austritt der Seele aus dem Körper und zum anderen die Sorge um das Abtöten der Begierde (Ziele der Philosophie)
- Philosophie ist die Kunst der Künste und die Weisheit der Weisheiten (Ursprung der Philosophie)
- Die Dinge sind entweder körperlich oder unkörperlich. Der Mensch besteht aber aus Körper, Seele und Akzidenzia (Attributen) und die Seele nachher besteht aus Substanz. Um seine Substanz zu kennen, muss der Mensch sich selbst erkennen. Erkennt der Mensch alle seine drei Bestandteile, erkennt der die ganze Welt (Philosophie als Selbsterkenntnis des Menschen)
- Philosophie ist die Kenntnis der ewigen Universalien, ihres Wesens und ihrer Ursachen, soweit dies dem Menschen möglich ist (Philosophie aus dem Lesen)

Kindī galt als erster islamischer Aristoteliker, auch wenn er im Unterschied zu Aristoteles von einer endlichen Welt ausging. Ein großer Fehler aber passierte bei den Übersetzungen unter seiner Regie. Die Enneaden Plotins (eher platonisch) werden irrtümlicherweise Aristoteles als „Theologie des Aristoteles“ zugeschrieben und in der islamischen Philosophie als „neuplatonischer Aristotelismus“ verwechselt. Dieser Fehler wird erst sehr viel später bemerkt werden und zieht sich ganz wesentlich durch die Geschichte der islamischen Philosophie.

## Kryptologie

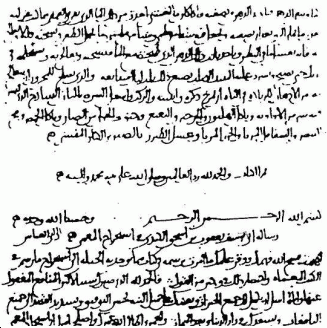
Die erste Seite al-Kindīs Manuskript über die Kryptanalyse

Darüber hinaus befasste sich al-Kindī auch mit der Kryptologie. Er gilt als einer der Pioniere auf dem Gebiet der Kryptoanalyse, also der Kunst, aus einem Geheimtext ohne Kenntnis des zur Verschlüsselung benutzten Schlüssels den ursprünglichen Klartext zu gewinnen. Er verfasste die erste bekannte Abhandlung über Kryptoanalyse, die erst 1987 im Istanbuler Süleiman-Osman-Archiv wiederentdeckt wurde. Sie trägt den Titel „Abhandlung über die Entzifferung kryptographischer Botschaften“, in der Kindī zeigte, wie die monoalphabetische Substitution, die zu der Zeit in Europa noch als „unknackbar“ galt, mithilfe der statistischen Methode der Häufigkeitsanalyse gebrochen werden konnte. Die entscheidend wichtige Passage aus Kindīs Handschrift lautet:
„Eine Möglichkeit, eine verschlüsselte Botschaft zu entziffern, vorausgesetzt, wir kennen ihre Sprache, besteht darin, einen anderen Klartext in derselben Sprache zu finden, der lang genug ist, um ein oder zwei Blätter zu füllen, und dann zu zählen, wie oft jeder Buchstabe vorkommt. Wir nennen den häufigsten Buchstaben den »ersten«, den zweithäufigsten den »zweiten«, den folgenden den »dritten« und so weiter, bis wir alle Buchstaben in der Klartextprobe durchgezählt haben. Dann betrachten wir den Geheimtext, den wir entschlüsseln wollen, und ordnen auch seine Symbole. Wir finden das häufigste Symbol und geben ihm die Gestalt des »ersten« Buchstabens der Klartextprobe, das zweithäufigste Symbol wird zum »zweiten« Buchstaben, das dritthäufigste zum »dritten« Buchstaben und so weiter, bis wir alle Symbole des Kryptogramms, das wir entschlüsseln wollen, auf diese Weise zugeordnet haben.“

## Medizin
Al-Kindī hatte eine die Wirksamkeit von Arzneimitteln betreffende Gradenlehre verfasst, die erstmals Composita (zusammengesetzte Arzneimittel) systematisch spezifizierte.

## Ausgaben
- A.L Ivry: Al-Kindi’s Metaphysics. State University of New York, New York 1974, ISBN 0-87395-092-5. Enthält neben der Übersetzung der al-falsafa al-ula („Die Erste Philosophie“) in der zweibändigen Ausgabe von A. H. Abû Rîdah (Kairo 1950–1953) ins Englische einen breiten Kommentarteil mit Nachweisen von Bezügen zur Metaphysik des Aristoteles sowie eine kurze historische Einführung zu dieser Thematik.
- Peter E. Pormann, Peter Adamson: The Philosophical Works of al-Kindi. Oxford University Press, Oxford 2012, ISBN 978-0-19-906280-5.
- Jean Jolivet, Roshdi Rashed: Oeuvres philosophiques et scientifiques d’al-Kindī. 2 Bände. Brill, Leiden 1997.
- Roshdi Rashed: L’Optique et la Catoptrique d’al-Kindi. Brill, Leiden 1997.